# Bear Grylls
Bear Grylls (tên khai sinh là Edward Michael Grylls, sinh ngày 07 tháng 06 năm 1974) là nhà thám hiểm, tác giả và người dẫn chương trình truyền hình người Anh. Anh được biết đến nhiều nhất qua chương trình Con người đối mặt Thiên nhiên (Man vs. Wild) hay còn được biết đến với tên gọi ban đầu là Bear Grylls: Người sống sót (Born Survivor) ở Anh Quốc, chương trình kết thúc vào năm 2011. Anh còn góp mặt trong một số chương trình truyền hình có chủ đề về sống sót trong hoang dã ở Anh Quốc và Hoa Kỳ. Vào tháng 07 năm 2009, Grylls được bổ nhiệm trở thành Đội trưởng Đoàn Hướng đạo sinh (Chief Scout) Anh Quốc trẻ nhất ở tuổi 35.

## Tiểu sử
Bear Grylls sinh ra ở London, Anh Quốc vào ngày 07 tháng 06 năm 1974. Anh từ khi sinh ra đã ở trong một gia đình có các thành viên đều là những tuyển thủ Cricket nổi tiếng, ông nội Neville Ford và ông cố William Augustus Ford của anh đều là 2 tuyển thủ Cricket hàng đầu lúc cả hai ông còn sống.
Grylls lớn lên ở Donaghadee, hạt Down, Bắc Ireland. Năm 4 tuổi, anh cùng gia đình chuyển đến sinh sống tại Bembridge trên đảo Wight. Anh là con trai của Michael Grylls, một chính trị gia theo Đảng Bảo thủ và phu nhân Sarah "Sally" Grylls (née Sarah Ford). Phu nhân Grylls là con gái của Patricia Ford, một thành viên của Nghị viện Đảng Hợp Nhất đồng thời cũng là người làm và kinh doanh cửa hàng gia đình Neville Ford. Anh có cô chị gái tên là Lara Fawcett, người đã dạy cho anh môn Cardio-Tennis, cô cũng là người đã đặt cho anh biệt danh "Bear" khi anh mới được một tuần tuổi.
Bear Grylls theo học trường Eaton House, trường Ludgrove và Trường Đại học Eton, nơi anh đã thành lập câu lạc bộ leo núi đầu tiên của chính bản thân. Ngay sau đó, anh chuyển đến học tập tại Trường Đại học London nằm ở Birkbeck, Bloomsbury, London nơi anh đã tốt nghiệp với bằng cử nhân 2:2 và bắt đầu bán thời gian bằng cách học tiếng Tây Ban Nha vào năm 2002. Từ nhỏ, Grylls học cách leo núi và chèo thuyền cùng cha anh vì cha anh là một thành viên của Đội Đua thuyền Hoàng gia Anh Quốc đầy uy tín. Ở tuổi thiếu niên, anh bắt đầu học nhảy dù và đã giành được đai đen nhị đẳng môn Shotokan karate. Vào năm lên 8 tuổi, anh là Ấu sinh Hướng đạo Đội Hướng đạo sinh Anh Quốc. Ngoài tiếng Anh là ngôn ngữ mẹ đẻ ra, Grylls còn có thể nói được hai thứ tiếng ngoại ngữ là tiếng Tây Ban Nha và tiếng Pháp. Grylls là người theo Anh giáo, anh đã mô tả đức tin là "xương sống" của cuộc đời mình. Trước khi trở thành nhà thám hiểm, Grylls đã từng có thời gian phục vụ trong quân đội Vương quốc Anh.
Mặc dù được đặt tên là Edward nhưng anh đã chính thức đổi tên thành Bear, biệt danh khi xưa mà người chị Lara đã đặt cho anh. Ngày 16 tháng 5 năm 1998, Bear Grylls đã thực hiện được ước mơ từ nhỏ là được ghi tên vào sách kỉ lục Guinness. Anh đã trở thành người Anh trẻ nhất leo lên đến đỉnh Everest ở tuổi 23. Năm 2000, Bear Grylls kết hôn với Sarah Cannings Knight, tính đến nay anh với Sarah đã có ba cậu con trai là Jesse, Marmaduke và Huckleberry.

## Phục vụ trong quân đội
Sau khi ra trường, Grylls dự định sẽ gia nhập quân đội Ấn Độ và đi đường trường trên núi Sikkim và West Bengal thuộc dãy Himalaya. Sau cùng, anh lại gia nhập Lực lượng Quân dự bị của Quân đội Hoàng gia Anh, sau khi vượt qua một đợt tuyển chọn, Bear trở thành lính dự bị cho Trung đoàn 21 SAS (Dự bị) trong ba năm cho đến năm 1997.
Năm 1996, anh gặp phải một tai nạn khi luyện tập nhảy dù ở Zambia. Dù của anh bị rách ở độ cao 4.900 mét (16.000 ft.) và chỉ mở được một phần và làm anh phải hạ cánh bằng lưng trên chiếc cặp chứa chiếc dù và bị gãy ba đốt sống lưng. Grylls sau đó nói: "Tôi đã phải cắt cái dù đi và bật chiếc dù dự phòng ra, nhưng tôi chủ quan và cứ nghĩ rằng vẫn còn thời gian để sửa nó." Qua ca phẫu thuật của anh, bác sĩ nói là anh chỉ còn một tí nữa thôi là sẽ bị liệt cả đời và thậm chí lúc đầu họ đã nghi ngờ rằng anh còn có thể đi được không. Grylls dành 12 tháng sau đó để phục hồi chức năng sau khi được miễn nghĩa vụ và dốc hết sức lực cho ước mơ khi nhỏ của mình: Chinh phục đỉnh Everest.
Năm 2004, Grylls được thăng hàm Thiếu tá trong Lực lượng Hải quân Dự bị Hoàng gia Anh Quốc và năm 2013, anh được thăng hàm Trung tá Lực lượng Thủy quân Lục chiến Dự bị Hoàng gia Anh Quốc.

## Chinh phục đỉnh Everest
Ngày 16 tháng 5 năm 1998, Grylls đã đạt được ước mơ thuở nhỏ khi lên được đỉnh của ngọn núi Everest, 18 tháng sau khi làm gãy ba đốt sống lưng trong tai nạn khi tập nhảy dù ở Zambia. Năm 23 tuổi, anh là người trẻ nhất lúc đó đạt được đến nóc nhà của thế giới. Đã có một số tranh cãi về việc Grylls có phải là người Anh trẻ nhất leo được lên Everest hay không vì trước đó một người Úc với quốc tịch Anh tên là James Allen đã đặt chân lên đỉnh núi năm 1995 ở tuổi 22. Kỷ lục của Grylls (hoặc Allen) đã bị phá vỡ bởi Jake Meyer và Rob Gaunlett khi hai người này lên đến đỉnh Everest ở tuổi 19.
Để chuẩn bị cho đợt leo núi quá cao và nguy hiểm như thế ở dãy Himalaya, năm 1997, Grylls là người Anh trẻ nhất leo lên Ama Dablam, một đỉnh núi đã được Edmund Hillary Sir. miêu tả là "Không thể leo được."

## Các chuyến đi khác

### Tham quan các đảo ở Anh
Năm 2000, anh dẫn cả đội của mình đi tham quan các đảo nhỏ ở Anh bằng Ca-nô, chuyến đi mất hết 30 ngày với mục tiêu chính để gây quỹ cho Viện Cứu sinh Hoàng gia. Anh còn chèo xuồng trong tình trạng không mặc quần áo với chiếc xuồng là một bồn tắm bằng gang làm tại nhà xuôi sông Thames để thực hiện đợt gây quỹ khác cho một người bạn đã bị mất chân trong một tai nạn khi leo núi.

### Băng qua Bắc Đại Tây Dương
Ba năm sau, vào năm 2003, anh dẫn một đội gồm năm người, trong đó có những người bạn thuở nhỏ và đồng nghiệp ở SAS cùng người bạn mà anh đã quen khi cả hai cùng leo núi Everest, Mick Crosthwaite, băng qua phía Bắc của Đại Tây Dương. Cả đội đã không được hỗ trợ khi băng qua Bắc Đại Tây Dương và phải dùng một chiếc thuyền nhỏ mui trần, dài 11 mét được làm bằng nhựa PVC. Trong chuyến đi họ đã gặp gió cấp 8 và bị băng vỡ đập vào thuyền khi đi qua các tảng băng trôi. Họ khởi hành ở Halifax, Nova Scotia và cập cảng sau nhiều ngày lên đênh trên biển ở John o' Groats, Scotland.

### Bay bằng dù lượn có động cơ quaThác Ángel
Năm 2005, Grylls dẫn một đội đầu tiên trong lịch sử từng thử bay bằng dù lượn qua cao nguyên đầy hiểm trở của Thác nước Ángel tại Venezuela, thác nước cao nhất thế giới. Cả đội đã dự định là sẽ bay đến đỉnh của ngọn thác qua một ngọn núi nhấp nhô và rất hiểm trở.

### Ăn tối ở trên cao
Năm 2005, cùng với nhà leo núi kiêm vận động viên khinh khí cầu David Hempleman-Adams và Thiếu tá Alan Vael, chỉ huy của Đội Trình diễn Nhảy dù Hải quân Hoàng gia Anh Quốc, Grylls đã lập kỷ lục thế giới là người tạo ra một bữa tối ở nơi cao nhất thế giới: ở dưới một khinh khí cầu bay bằng khí nóng ở độ cao 7.600 mét (25.000 ft.), tất cả đều mặc quần áo ăn tối lịch sự cùng với mặt nạ dưỡng khí. Để luyện tập cho bữa tiệc, anh đã nhảy dù hơn 200 lần. Sự kiện này là để hỗ trợ cho Giải thưởng The Duke of Edinburg's Award và Tổ chức Từ thiện The Prince's Trust.

### Chuyến Tham quan trêndãy Himalayas
Năm 2007, Grylls đã bắt tay vào lập kỷ lục ở dãy Himalayas với một chiếc Parajet Paramotor (Dù lượn có động cơ) gần đỉnh Everest. Anh đã cất cánh từ độ cao 4.400 mét (14.500 ft.), 8 dặm về phía Nam của ngọn núi. Grylls báo cáo nhìn trong lúc nhìn xuống đỉnh trong khi anh ta đang đi lên và đối phó với nhiệt độ xuống tới -60°C (-76°F). Anh đã phải chịu đứng mức không khí thấp chết người và cuối cùng đạt 9.000 mét (29.500 ft.), cao hơn gần 3.000 mét (10.000 ft.) so với kỷ lục trước đó là 6.102 mét (20.019 ft.). Chuyến tham quan này được quay lại và công chiếu bởi Discovery Channel trên toàn thế giới và trên Channel 4 ở Anh. Ban đầu Grylls dự định có kế hoạch bay vượt qua đỉnh Everest nhưng vì giấy phép chỉ cho phép bay đến phía Nam của đỉnh Everest bởi nếu bay vượt qua đỉnh Everest sẽ có nguy cơ xâm phạm vùng không phận Trung Quốc, anh đã không thể thực hiện được dự định này.

### Chuyến Thám hiểmNam Cực
Năm 2008, Grylls dẫn một đội tám người để trèo qua một trong những ngọn núi hiểm trở nhất mà chưa từng có ai trèo lên ở Nam Cực. Hành động này nhằm gây quỹ cho chương trình hỗ trợ trẻ em Global Angels và cho mọi người biết về khả năng của các nguồn năng lượng sạch. Trong nhiệm vụ này cả đội cũng dự định sẽ khám phá duyên hải của Nam Cực bằng thuyền cao su và mô tô nước chạy bằng sức gió cùng với dù lượn có động cơ chạy bằng điện. Nhưng thật không may, nhiệm vụ này bị cắt mất đi một phần vì Grylls bị trật vai.

### Rơi tự do trong Nhà
Cũng vào năm 2008, Grylls cùng Al Hodgson và Scotsman Freddy MacDonald đã lập kỷ lục Guiness về việc rơi tự do trong nhà liên tục lâu nhất. Kỷ lục trước đó là 1 giờ và 36 phút bởi một Đội tuyển Hoa Kỳ. Grylls, Hodgson và MacDonald đã sử dụng hệ thống đường hầm thông gió thẳng đứng ở Milton Keynes. Phần thưởng kỷ lục của nỗ lực tương tự trước đó, đã được dùng để quyên góp hỗ trợ Tổ chức Từ thiện cho Trẻ em Global Angels

### Chuyến thám hiểmHành lang Tây Bắc
Tháng 8 năm 2010, Grylls dẫn đầu một nhóm nghiên cứu hàng đầu đi phá băng với một chiếc thuyền bơm hơi cứng (tiếng Anh: Riged Inflatable Boat). Trong cuộc thám hiểm lần này, Grylls và nhóm nghiên cứu đã đi tổng cộng 2.500 dặm (4.000km) xuyên qua Băng rải rác trên Hành lanh Tây Bắc trong suốt cuộc thám hiểm. Mục đích của cuộc thám hiểm lần này là nhằm nâng cao nhận thức về tác động của sự nóng lên toàn cầu đồng thời cũng là để quyên góp tiền cho Tổ chức Global Angels.

## Sự nghiệp

### Born Survivor/Man vs. Wild
Born Survivor hay Man vs. Wild là chương trình truyền hình nổi tiếng nhất có sự tham gia của Bear Grylls, được phát sóng trên kênh Discovery. Trong chương trình này, Bear tự thử thách kĩ năng sinh tồn của mình ở những nơi hoang dã và khắc nghiệt nhất thế giới. Chương trình được công chiếu từ năm 2006, trở thành chương trình truyền hình ăn khách nhất ở Hoa Kỳ và có trên 1,2 tỉ người xem trên toàn thế giới.

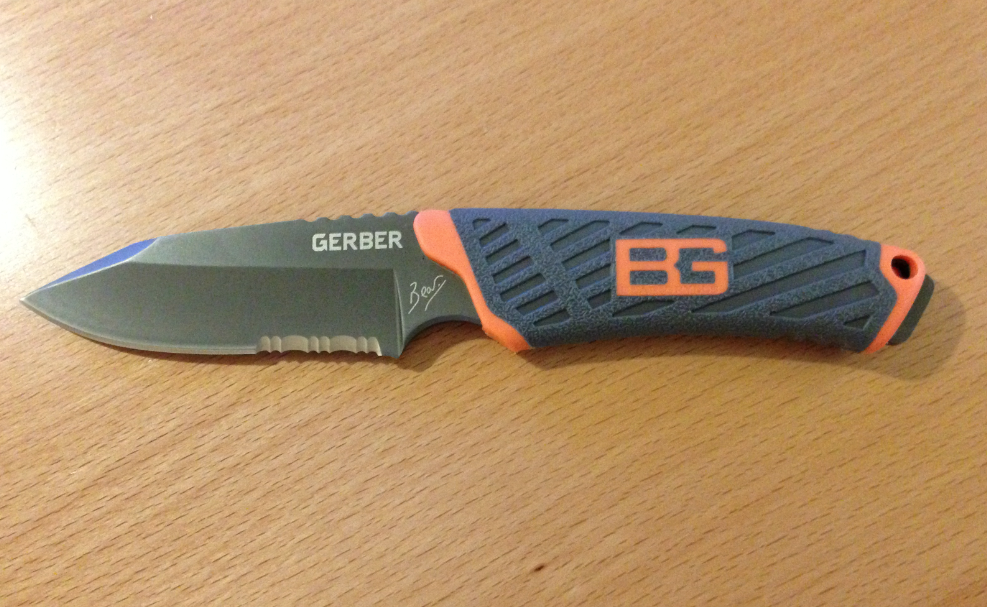
Một trong số những con dao của Hãng Geber mà Bear đã hợp tác thiết kế, sản xuất. Trên đó có chữ ký của anh cùng logo của hãng Gerber.

### Worst Case Scenario
Worst Case Scenario là chương trình truyền hình mới nhất của Bear Grylls, chương trình được tổ chức dựa trên cuốn sách nổi tiếng cùng tên.

### Tham dự với vai trò khách mời trên các chương trình truyền hình khác
Bear Grylls từng xuất hiện với vai trò khách mời trên và nhiều chương trình truyền hình, trong đó có Friday Night with Jonathan Ross, The Oprah Winfrey Show, Late Night with Conan O'Brien, The Tonight Show with Jay Leno, Attack of the Show, The Late Show with David Letterman, Jimmy Kimmel Live! và Harry Hill's TV Burp.